# Gianfranco Paolucci
Gianfranco Paolucci (Pesaro, 18 febbraio 1934) è un ex schermidore italiano, specializzato nella spada. Ha vinto una medaglia d'argento nella scherma ai Giochi olimpici.

## Palmarès
Giochi olimpici 
Individuale
A squadre
- Argento nella spada a Tokyo 1964

 Mondiali militari 
Individuale
A squadre
- Argento nel fioretto a Palermo 1967

 Campionati italiani 
Individuale
- Oro nella spada nel 1964

A squadre